# 블루 진

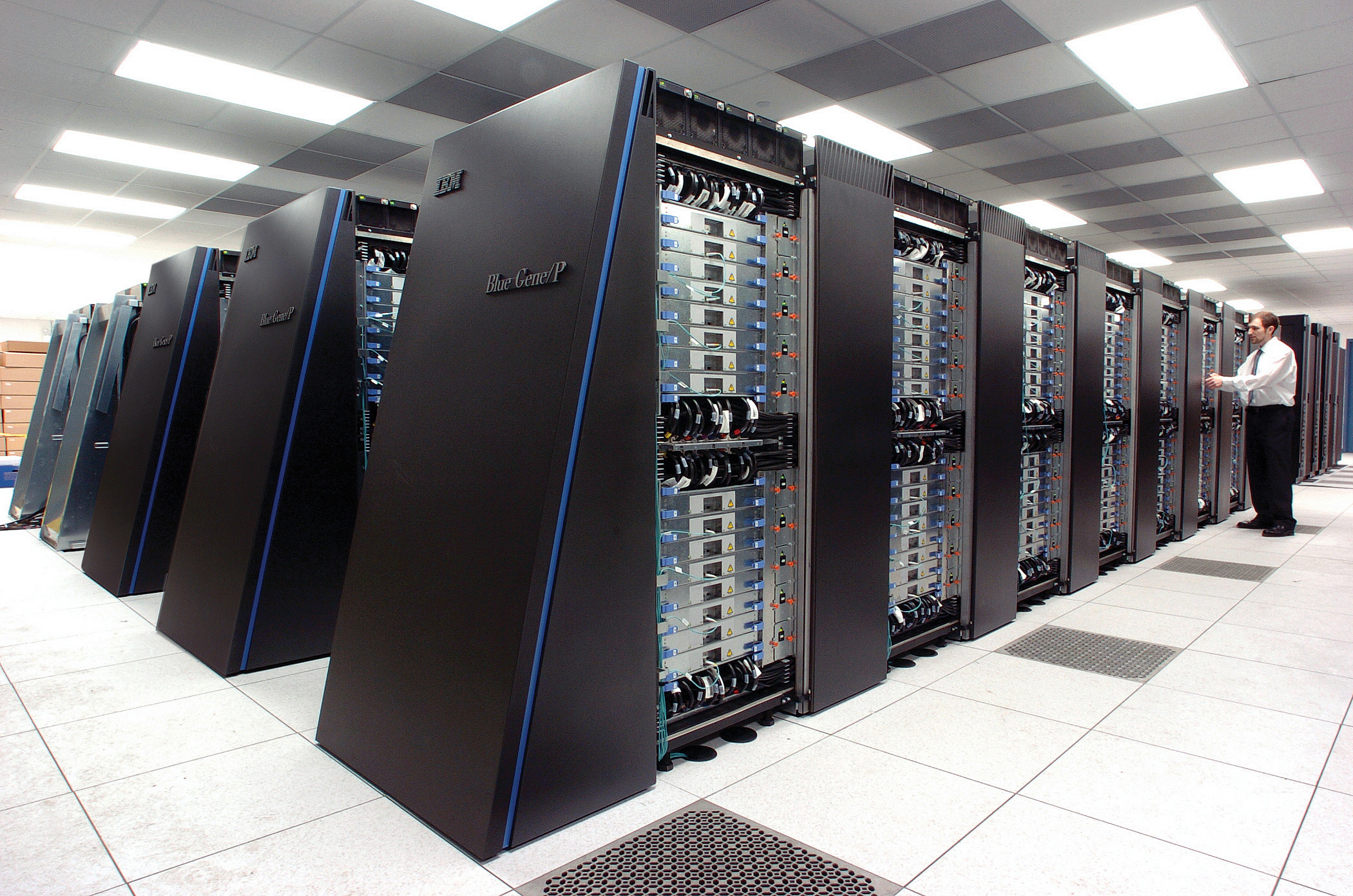
블루 진/P(Blue Gene/P) 슈퍼 컴퓨터 (아르곤 국립 연구소)

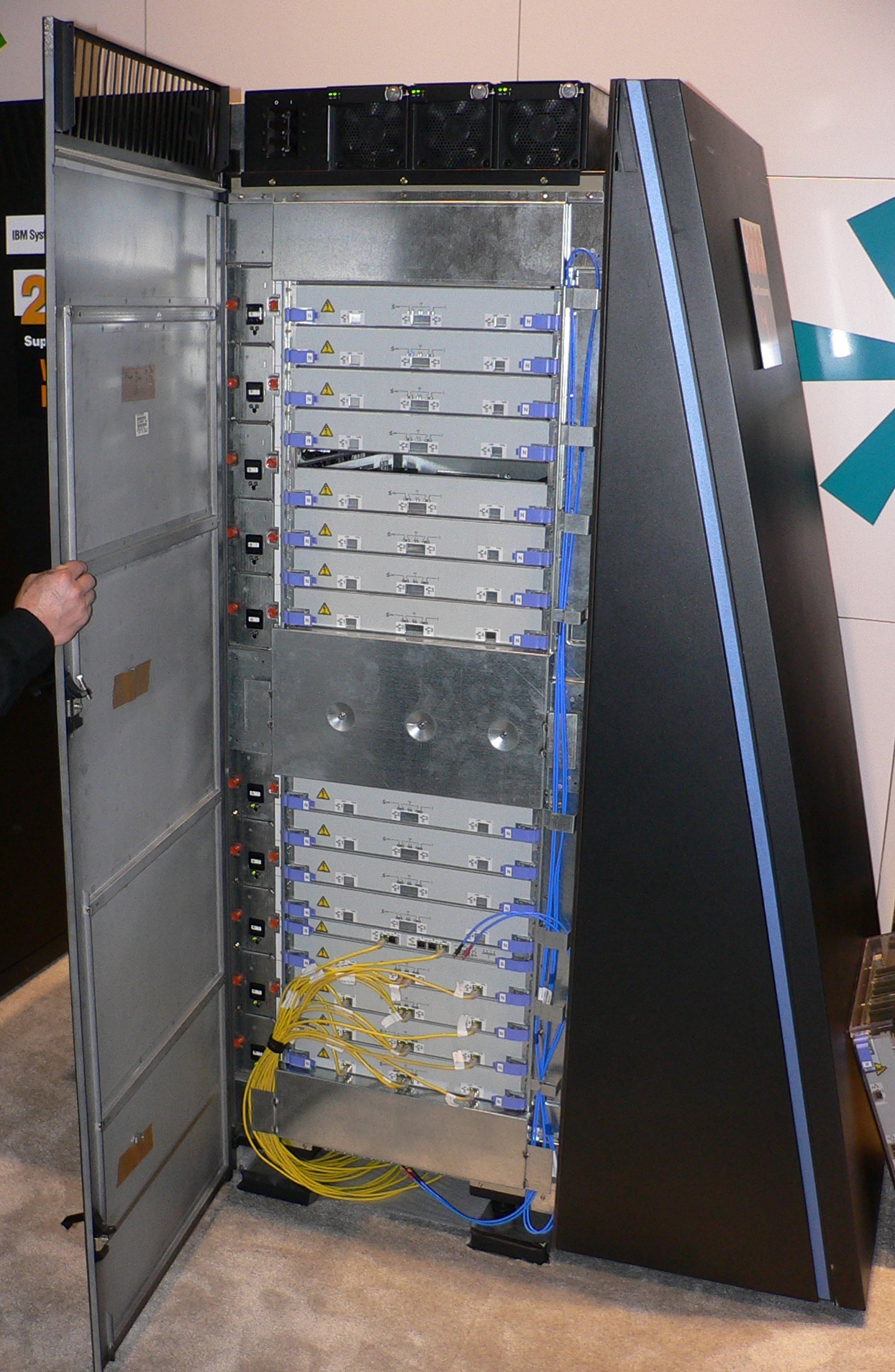
블루 진/L(Blue Gene/L) 캐비넷

블루 진(Blue Gene)은 낮은 소비 전력과 더불어 PFLOPS (페타플롭스) 대역의 처리 속도에 도달할 수 있는 슈퍼 컴퓨터 설계에 초점을 둔 IBM 프로젝트이다. 이 프로젝트는 3가지 세대의 슈퍼컴퓨터를 창출하였다: 블루 진/L(Blue Gene/L), 블루 진/P(Blue Gene/P), 블루 진/Q(Blue Gene/Q). 블루 진 시스템들은 여러 해에 걸쳐 가장 강력한 슈퍼 컴퓨터 TOP500 순위에 들었으며 수많은 슈퍼컴퓨팅 센터에 이용되고 있다. 이 프로젝트는 2008 국가 기술 혁신 메달을 받았다. 미국 대통령 버락 오바마는 2009년 10월 7일에 이 상을 수여했다.

## 같이 보기
- IBM 로드러너
- 딥 블루 (체스 컴퓨터)
- 왓슨 (컴퓨터)